# Liên đoàn bóng đá Đông Á
Liên đoàn bóng đá Đông Á (tiếng Anh: East Asian Football Federation; viết tắt: EAFF) là tổ chức bóng đá quản lý ở khu vực Đông Á. Đây là thành viên của Liên đoàn bóng đá châu Á (AFC). EAFF được thành lập ngày 28 tháng 5 năm 2002 với 10 thành viên.

## Thành viên hiệp hội
EAFF có 10 thành viên hiệp hội. Tất cả đều là thành viên của Liên đoàn bóng đá châu Á ngoại trừ Hiệp hội bóng đá Quần đảo Bắc Mariana, một thành viên liên kết của AFC (trước đây là thành viên liên kết của Liên đoàn bóng đá châu Đại Dương). Liên đoàn bóng đá Palau đã được coi như một thành viên hiệp hội trong tương lai có thể trong năm 2009.
| Hiệp hội             | Năm gia nhập | Đội tuyển | Giải đấu                                                     |
| -------------------- | ------------ | --------- | ------------------------------------------------------------ |
| Trung Quốc           | 2002         | Nam, Nữ   | Giải bóng đá ngoại hạng Trung Quốc                           |
| Trung Hoa Đài Bắc    | 2002         | Nam, Nữ   | Giải bóng đá ngoại hạng Đài Loan                             |
| Guam                 | 2002         | Nam, Nữ   | Giải bóng đá vô địch quốc gia Guam                           |
| Hồng Kông            | 2002         | Nam, Nữ   | Giải bóng đá Ngoại hạng Hồng Kông                            |
| Nhật Bản             | 2002         | Nam, Nữ   | J1 League                                                    |
| CHDCND Triều Tiên    | 2002         | Nam, Nữ   | Giải bóng đá ngoại hạng Cộng hòa Dân chủ Nhân dân Triều Tiên |
| Hàn Quốc             | 2002         | Nam, Nữ   | K League 1                                                   |
| Ma Cao               | 2002         | Nam, Nữ   | Liga de Elite                                                |
| Mông Cổ              | 2002         | Nam, Nữ   | Giải bóng đá ngoại hạng quốc gia Mông Cổ                     |
| Quần đảo Bắc Mariana | 2008 1       | Nam, Nữ   | M*League Division 1                                          |

1 Thành viên chuyên nghiệp từ tháng 12 năm 2006 đến tháng 9 năm 2008

### Đội tuyển quốc gia nam
| EAFF*                                                 | FIFA | +/-        | Đội tuyển quốc gia | Điểm    |
| ----------------------------------------------------- | ---- | ---------- | ------------------ | ------- |
| 1                                                     | 18   | Giữ nguyên | Nhật Bản           | 1621.88 |
| 2                                                     | 23   | 1          | Hàn Quốc           | 1563.99 |
| 3                                                     | 88   | Giữ nguyên | Trung Quốc         | 1275.22 |
| 4                                                     | 118  | 4          | CHDCND Triều Tiên  | 1160.57 |
| 5                                                     | 157  | 3          | Hồng Kông          | 1012.83 |
| 6                                                     | 159  | 6          | Đài Bắc Trung Hoa  | 1007.3  |
| 7                                                     | 186  | 1          | Ma Cao             | 896.62  |
| 8                                                     | 191  | 1          | Mông Cổ            | 884.04  |
| 9                                                     | 205  | Giữ nguyên | Guam               | 821.91  |
| *Bảng xếp hạng địa phương dựa trên điểm xếp hạng FIFA |      |            |                    |         |

| EAFF | Elo | Quốc gia             | Hệ số |
| ---- | --- | -------------------- | ----- |
| 1    | 25  | Hàn Quốc             | 1760  |
| 2    | 41  | Nhật Bản             | 1707  |
| 3    | 70  | Trung Quốc           | 1464  |
| 4    | 96  | CHDCND Triều Tiên    | 1450  |
| 5    | 165 | Hồng Kông            | 1190  |
| 6    | 193 | Đài Bắc Trung Hoa    | 976   |
| 7    | 201 | Guam                 | 833   |
| 8    | 222 | Ma Cao               | 678   |
| 9    | 224 | Mông Cổ              | 654   |
| 10   | 237 | Quần đảo Bắc Mariana | 411   |